# 다라이나족제비여우원숭이
다라이나족제비여우원숭이(Lepilemur milanoii)는 족제비여우원숭이과에 속하는 여우원숭이의 일종이다. 원 서식지는 마다가스카르이다. 비교적 작은 족제비여우원숭이로, 24–27 cm 길이의 꼬리를 포함하여 전체 몸 길이는 약 49-56cm이다. 다라이나족제비여우원숭이는 마다가스카르 북부에서 발견되며, 건조한 낙엽성 숲, 그리고 대초원의 강을 따라 띠 모양으로 자라는 갤러리 숲과 반-상록수 숲에서 서식한다.